# 松島正樹
松島 正樹（まつしま まさき、1963年7月14日 - ）は、愛知県出身のファッションデザイナー。
MASAKI MATSUSHIMA、T-mat Masaki-Parisブランドを運営。

## 来歴
愛知県生まれ。東海高等学校卒業後、文化服装学院入学。
1985年、トキオ・クマガイに入社。
1987年10月、熊谷登喜夫の死後、"TOKIO KUMAGAI Homme de Nuit"、"TOKIO KUMAGAI Accessoire"のチーフデザイナーを経て、"TOKIO KUMAGAI homme"、"TOKIO KUMAGAI femme"、"TOKIO KUMAGAI Chaussures"全ブランドのアーティスティックディレクターに就任。
1992年4月、株式会社マサキ・マツシマ・インターナショナルを設立。同年、東京コレクションにデビュー。
1994年9月、パリ Rue de LuynesにMASAKI MATSUSHIMA EUROPE S.A.R.L.を設立。（その後、St.Augustin→St.Honoréへ移転。現在のアトリエはAvenue Victor Hugo。）
1995年、フランスパヌージュ社より”mat:MASAKI MATSUSHIMA”の香水を発表。ワールドセールスを開始する。
1995 S/Sパリ プレタポルテ・コレクションにデビュー。
1996 S/Sパリ メンズ プレタポルテ・コレクションにデビュー。
2004年、“仕立て屋STUDIO GHIBULI”のクリエイティブディレクターとなる。メキシコ“Design Week Monterrey”にてコレクション発表。
2006年、株式会社マサキ マツシマ デザイン研究所設立。MASAKI MATSUSHIMAブランドのオーダーメイドを開始。
2007年より、株式会社ユナイテッドアローズのクリエイティブアドバイザーを務める。
2009年、東京オリンピック招致委員会のユニフォームを手がける。
2010年、イタリアL.Fedeli & Figlio S.R.L.社と”FEDELI by Masaki Matsushima” の契約を結ぶ。
2013年、"T-mat Masaki-Paris"メンズ・ウィメンズのブランドを発表。
2015年、株式会社ユナイテッドアローズ"Drawer"ブランドのクリエイティブディレクターを務める。
2017年、イタリアCrucianiブランドクリエイティブディレクターに就任
2021年、FASHION IN JAPAN 1945-2020展　島根立石美術館　東京国立新美術館にてアーカイブコレクション出展

## その他のデザイン

### ユニフォーム
- JR西日本
- JAL express
- トヨタ
- 日本電気
- 名古屋TOYOPET
- フォーラムエンジニアリング

### 衣装
- 本木雅弘
- 坂本龍一“Beauty Tour”
- レニークラヴィッツ“World Tour”
- 久石譲“Shymphonie Tour”

その他、香水・眼鏡。